# Placidus Metsch
Placidus Metsch (1706-1776) fou un organista i religiós benedictí alemany autor de col·leccions de peces per a orgue, publicades amb el títol de Litigiosa digitorum unis id est preambula duo organica cum fugis (Nuremberg, 1759), i Organoedus Ecclesiastico-Aulicus, AulicoEcclesiasticus, exhibens praeludis et fugis (Nuremberg, 1764).